# Rustam Sachibow
Rustam Sachibow (russisch Рустам Магеррамович Сахибов, * 28. April 1996) ist ein kasachischer Fußballspieler.

## Karriere

### Verein
Sachibow begann seine Karriere beim FK Aqtöbe, wo er zum 1. Juli 2012 in die zweite Mannschaft wechselte. Sein erstes Spiel absolvierte er am 3. Oktober 2012 gegen den FK Astana II; das Spiel endete mit einem 5:0-Sieg für Aqtöbe. Nach einem Jahr wurde er an den Zweitligisten Qaisar Qysylorda ausgeliehen. Hier stand er zum ersten Mal in der Saison 2013 am 23. Juni 2013 gegen Kyran Schymkent auf dem Platz, als er in der 88. Minute eingewechselt wurde. Drei Tage später traf er im Spiel gegen den FK Machtaaral mit seinem ersten Profi-Tor zum 3:1-Endstand. Insgesamt absolvierte er für Qysylorda 21 Spiele, in denen er vier Tore erzielten konnte.
Nach Leih-Ende kehrte er zum FK Aqtöbe II zurück und stand für zunächst 14 Spiele für den Verein auf dem Platz, bevor er zu Saisonmitte 2014 an Aqschajyq Oral ausgeliehen wurde. Am 21. Juni 2014 absolvierte Sachibow gegen Kyran Schymkent das erste von insgesamt 13 Spielen für Oral. Den ersten von insgesamt vier Treffern konnte er am 5. Juli 2014 im Spiel gegen FK ZSKA Almaty (4:1) in der 79. Minute erzielen.
Zur Saison 2015 stand Sachibow im Profi-Kader der ersten Mannschaft von Aqtöbe. Sein erstes Premjer-Liga-Spiel bestritt er am 7. März 2015 gegen den FK Atyrau, nachdem er in der 85. Minute für Danilo Neco eingewechselt wurde.

### Nationalmannschaft
Sachibow stand bisher im Mannschaftskader der kasachischen U-17-Nationalmannschaft und U-19-Nationalmannschaft. Am 14. Oktober 2012 absolvierte er gegen die türkische U-17-Auswahl (0:3) sein erstes von drei Spielen für Kasachstan. Das erste Spiel für die U-19-Nationalmannschaft bestritt er am 9. Oktober 2014 im Qualifikationsspiel zur U-19-Europameisterschaft 2015 gegen Deutschland; das Spiel endete mit einer 0:6-Niederlage.